# Tripleville
Tripleville és un municipi francès, situat al departament del Loir i Cher i a la regió de Centre – Vall del Loira. L'any 2007 tenia 137 habitants.

## Demografia

### Població
El 2007 la població de fet de Tripleville era de 137 persones. Hi havia 56 famílies, de les quals 20 eren unipersonals (16 homes vivint sols i 4 dones vivint soles), 20 parelles sense fills i 16 parelles amb fills.
La població ha evolucionat segons el següent gràfic:
Habitants censats

### Habitatges
El 2007 hi havia 76 habitatges, 57 eren l'habitatge principal de la família, 12 eren segones residències i 7 estaven desocupats. Tots els 75 habitatges eren cases. Dels 57 habitatges principals, 50 estaven ocupats pels seus propietaris, 4 estaven llogats i ocupats pels llogaters i 3 estaven cedits a títol gratuït; 1 tenia una cambra, 5 en tenien dues, 5 en tenien tres, 11 en tenien quatre i 35 en tenien cinc o més. 41 habitatges disposaven pel capbaix d'una plaça de pàrquing. A 26 habitatges hi havia un automòbil i a 26 n'hi havia dos o més.

### Piràmide de població
La piràmide de població per edats i sexe el 2009 era:
| Homes | Edats   | Dones |
| ----- | ------- | ----- |
| 0     | 95 o +  | 0     |
| 0     | 90 a 94 | 0     |
| 0     | 85 a 89 | 0     |
| 0     | 80 a 84 | 0     |
| 0     | 75 a 79 | 0     |
| 4     | 70 a 74 | 12    |
| 8     | 65 a 69 | 0     |
| 8     | 60 a 64 | 12    |
| 0     | 55 a 59 | 0     |
| 0     | 50 a 54 | 0     |
| 8     | 45 a 49 | 4     |
| 12    | 40 a 44 | 0     |
| 0     | 35 a 39 | 4     |
| 0     | 30 a 34 | 4     |
| 4     | 25 a 29 | 0     |
| 0     | 20 a 24 | 4     |
| 4     | 15 a 19 | 4     |
| 8     | 10 a 14 | 4     |
| 0     | 5 a 9   | 0     |
| 4     | 0 a 4   | 8     |

## Economia
El 2007 la població en edat de treballar era de 84 persones, 62 eren actives i 22 eren inactives. De les 62 persones actives 59 estaven ocupades (37 homes i 22 dones) i 3 estaven aturades (1 home i 2 dones). De les 22 persones inactives 8 estaven jubilades, 6 estaven estudiant i 8 estaven classificades com a «altres inactius».

### Ingressos
El 2009 a Tripleville hi havia 63 unitats fiscals que integraven 151 persones, la mediana anual d'ingressos fiscals per persona era de 17.487 €.

### Activitats econòmiques
Dels 7 establiments que hi havia el 2007, 3 eren d'empreses extractives, 1 d'una empresa de fabricació d'altres productes industrials, 1 d'una empresa de transport, 1 d'una empresa de serveis i 1 d'una empresa classificada com a «altres activitats de serveis».
L'únic servei als particulars que hi havia el 2009 era una perruqueria.
L'any 2000 a Tripleville hi havia 15 explotacions agrícoles que ocupaven un total de 1.184 hectàrees.

## Poblacions més properes
El següent diagrama mostra les poblacions més properes.